# Chainsaw Man
Людина-бензопила (яп. チェンソーマン, Chensō Man) — японська манга, написана та проілюстрована Тацукі Фудзімото. Її перша частина була опублікована в журналі Weekly Shonen Jump з грудня 2018 по грудень 2020; друга частина почала випускатися в онлайн-журналі Shonen Jump+ в липні 2022 року. Станом на березень 2021 її розділи зібрано в одинадцять томів танкобон. Над створенням аніме-адаптації працювала студія MAPPA. Її показ почався 12 жовтня 2022 року. Прем'єра аніме-фільму під назвою Chainsaw Man – The Movie: Reze Arc запланована на 2025 рік.
Людина-бензопила — це розповідь про Денджі, бідного юнака, що живе у світі, де людські страхи втілюються в істот, званих дияволами. Денджі заробляє на життя полюванням на дияволів, але сам має улюбленця — диявола-собаку на ім'я Почіта. Саме він наділяє Денджі здатністю перетворювати частини свого тіла на бензопилки. Зрештою Денджі приєднується до організації «Public Safety Devil Hunters», урядового агентства, яке зосереджується на боротьбі з дияволами, коли вони стають загрозою для світу.

## Сюжет

### Місце дії
Історія розгортається у світі, де дияволи народжуються з людських страхів. Дияволи зазвичай небезпечні та злі, їхня сила пропорційна страху, який вони спричиняють. Однак люди можуть укладати з ними контракти, щоб використовувати їхню силу, в тому числі для боротьби з іншими дияволами. Ціна такої співпраці може бути різна: від скорочення життя до втрати частин тіла. Дияволи походять із Пекла та існують у кругообігу між Землею та Пеклом: вони мігрують на Землю, коли їх вбивають у Пеклі, і навпаки. У Пеклі живуть надзвичайно могутні дияволи, які називаються Первісними Страхами, яких ніколи не вбивали. Транзит між площинами буття, імовірно, контролюється Пекельним Дияволом. Вважається, що дияволи, які від природи мають людиноподібну форму, доброзичливі до людей.
Є особи, які спеціалізуються на полюванні на дияволів, так звані мисливці на дияволів. Часто вони використовують для цього дияволів, з якими уклали угоду. Диявол за певних умов може вселитися в тіло мертвої людини, отримуючи частину її спогадів і особистості; така істота називається Нечисть.
Події цієї історії відбуваються в 1997 році, в альтернативній часовій шкалі, де Радянський Союз все ще існує, і багато подій, таких як Голокост, ймовірно, не відбулися.

### Частина 1— «Громадська безпека»
Денджі — юнак, який живе у скруті та відпрацьовує борг свого померлого батька перед якудзою. Він працює мисливцем на дияволів при допомозі вірного диявола-собаки Почіти, який попри вигляд є Дияволом Бензопили. Якудза зраджують Денджі та вбивають його заради контракту з Дияволом Зомбі. В останні миті Почіта й Денджі укладають угоду, що зіллються в одну істоту. Єдина умова цього — що Денджі здійснить свої мрії. Отож, Денджі отримує здатність вирощувати бензопилки зі свого тіла та розправляється з Дияволом Зомбі та його слугами. Після цього його помічає урядова команда мисливців на дияволів, Бюро громадської безпеки, очолюваний керівницею Макімою. Головне завдання від Макіми — вбити могутнього Диявола Зброї, що був розділений на частини, але прагне злитися воєдино. Вона заохочує Денджі обіцянкою почати з ним романтичні стосунки.
Денджі бореться з багатьма ворогами та зауважує, що дияволи прагнуть отримати його серце, замінене тепер на Почіту. При цьому йому повсякчас не щастить у досягненні мрій. Щоб набратися досвіду, Денджі тренується зі своєю партнеркою, дружньою Нечистю Крові Павер, під керівництвом досвідченого мисливця Кішібе.
Пізніше виявляється, що Макіма — це Диявол Контролю, який приховано прагне знищити мрії Денджі, щоб відірвати його від контракту з Почітою, який має силу остаточно знищувати дияволів. Макіма перемагає Диявола Зброї та воскрешає загиблого партнера Денджі — Акі Хаякаву, як Нечисть Зброї, якого Денджі змушений убити задля самозахисту. Пізніше вона вбиває Павер на очах у Денджі. Павер просить Денджі знайти її, коли вона переродиться, і щоб вони знову стали друзями. В розпачі Денджі передає своє тіло Почіті. Між тим з'ясовується, що Почіта набув своєї кумедної форми песика внаслідок поразки від невідомого ворога, а його справжні сили набагато більші, ніж здається.
Кішібе організовує рейд, щоб врятувати Денджі. Завдяки Кішібе, а також колишньому товаришу по команді Кобені Хігасіямі та фрагменту крові Павер, Денджі повертає самоконтроль і вбиває Макіму. Пізніше Кішібе показує, що Диявол Контролю відродився як дівчинка на ім'я Наюта. Він просить Денджі піклуватися про неї, і Почіта схвалює це, з'явившись уві сні Денджі.
Денджі вирішує закінчити старші класи, але продовжує боротьбу з дияволами.

### Частина 2— «Школа»
Аса Мітака — школярка, якій важко знайти своє місце в суспільстві після смерті її матері через Диявола Тайфуна. Одного разу дівчина випадково вбиває улюбленця класу — Диявола Курей. Дуже скоро президент класу заявляє про свою любов до вчителя, та через ревнощі вбиває Асу. Перед самою смертю Аса бачить Диявола Війни, котрий укладає контракт з Асою, вселяючись у її тіло та даруючи їй свої сили і життя, за умови, що вона вб'є Людину-бензопилу.
Тим часом Денджі звик до свого нового життя як звичайний школяр. Між тим він шукає заробіток аби піклуватися вдома про Наюту. Денджі намагається знайти способи розкрити свою справжню особу Людини-бензопили людям, щоб скористатися славою свого альтер-его, але колишній колега на ім'я Хірофумі Йосіда постійно перешкоджає його спробам зробити це. Хірофумі знайомить Денджі з Асою, але вона не вірить, що Денджі насправді Людина-бензопила.
Аса закохується в Денджі, і Диявол Війни в подобі Йору заохочує її вступити з ним у стосунки, щоб створити потужну зброю з тіла Денджі. Тим часом Аса та Йору стикаються з іншими могутніми дияволами, які, здається, заохочують цю місію, але задля власних цілей.

## Аніме
14 грудня 2020 року було анонсовано, що манґа отримає аніме-адаптацію від студії MAPPA Перший трейлер для аніме-серіалу було показано на заході «MAPPA Stage 2021 — 10th Anniversary», який відбувся 27 червня 2021 року.. Режисерами аніме є Рю Накаяма і Макото Наказоно (головний режисер епізоду), а сценарист Хіроші Секо, дизайни персонажів від Кадзутаки Сугіями та дизайни демонів від Кійотаки Осіями. Тацуя Йосіхара виступає режисером дійства, а Юсуке Такеда керує мистецтвом. Наомі Накано є художницею колірного ключа, а Йохей Міяхара розробляє фони. Музику написав Кенсуке Ушіо. Прем'єра серіалу відбулася 12 жовтня 2022 року на TV Tokyo та інших мережах. Головною вступною піснею є «Kick Back» Кенші Йонезу, тоді як у кожному епізоді є інша пісня на завершення з унікальним відеорядом. Crunchyroll ліцензував серіал за межами Азії та транслюватиме англійський дубляж починаючи з 25 жовтня 2022 р. Medialink ліцензувала серіал в Азійсько-Тихоокеанському регіоні.

### Список серій
| № серії | Назва серії                                                                                                  | Режисура та сценарій                                                                                  | Завершальна музична тема                                                   | Оригінальна дата показу |
| --- | --- | --- | -------------------------------------------------------------------------- | ----------------------- |
| 1 | «Собака та бензопила / Dog & Chainsaw» Транслітерація: «Inu to Chensō» (яп. 犬とチェンソー)                  | Рю Накаяма                                                                                            | «Chainsaw Blood» від «Vaundy»                                              | 12 жовтня 2022          |
| Денджі — 16-річний юнак, обтяжений величезним боргом, залишеним його померлим батьком, який покінчив життя самогубством. Щоб повернути борг, Денджі працює на якудза мисливцем на дияволів із Почітою, Дияволом Бензопилки в подобі песика. Після робочого дня Денджі розповідає Почіті про свою мрію жити мирним життям. Бос якудза заманює Денджі на покинутий склад, де той виявляє, що якудза служать Дияволу Зомбі, який убиває Денджі, а труп викидають на смітник. Кров Денджі просочується в рот Почіти, і Денджі бачить видіння, де Почіта обіцяє стати серцем Денджі, щоб він ожив, у обмін на те, що побачить як Денджі втілить свою мрію. Зцілений, Денджі повертається до бою з Дияволом Зомбі. Юнак зауважує, що на грудях у нього з'явився стартер бензопилки. Потягнувши за нього, Денджі перетворюється на Людину-бензопилку, що дозволяє йому вирощувати бензопилки зі своєї голови та рук. Завдяки цьому Денджі вбиває Диявола Зомбі та його посіпак. Наступного ранку група мисливців на Дияволів з Громадської безпеки виявляє сліди різанини. Її керівниця Макіма обіймає Денджі і той повертається до звичайної людської форми. Макіма пропонує колегам залишити Денджі живим і нагодувати його, до великого задоволення Денджі. | | |                                                                            |                         |
| 2 | «Прибуття в Токіо / Arrival in Tokyo» Транслітерація: «Tōkyō Tōchaku» (яп. 東京到着)                         | Токо Ятабе (режисер, розкадрування) і Масато Наказоно (розкадрування)                                 | «Zanki» (яп. 残機) від «Zutomayo»                                          | 19 жовтня 2022          |
| Після сніданку в фастфуді Денджі та Макіма прибувають до штаб-квартири Мисливців на дияволів у Токіо. Денджі бажає працювати з Макімою, але вона знайомить його з Акі Хаякавою, мисливцем на дияволів, який бере Денджі на патрульну місію. Акі та Денджі сваряться, при цьому Акі каже Денджі, що він повинен забратися заради власної безпеки, а Денджі вважає, що той каже це через ревнощі. Денджі та Акі повертаються до Макіми, де вона каже їм працювати разом. Наступного дня Денджі та Акі вирушають на місію, оскільки помічають диявола, якого Денджі вбиває сокирою. Акі критикує Денджі за недбале ставлення до роботи, а Денджі розуміє, що йому потрібна мета для мотивації. Він вирішує, що на такку мету згодиться торкнутися жіночих грудей. Повернувшись у штаб-квартиру, Макіма представляє йому нову партнерку ім'я Павер і попереджає Денджі, що Павер — це дружній диявол. Денджі здивований і цікавиться, чи можуть дияволи бути мисливцями на дияволів. Після того, як Макіма розповідає про природу дияволів і їхню експериментальну команду, яка незабаром буде розпущена, Денджі починає працювати з Павер, яка вміє створювати зброю із власної крові. Денджі припускає, що Акі його підставив, давши небезпечну напарницю. Павер відчуває запах крові та несподівано вбиває Диявола Морського Огірка. | | |                                                                            |                         |
| 3 | «Місцезнаходження Нявки / Meowy's Whereabouts» Транслітерація: «Nyāko no Yukue» (яп. ニャーコの行方)         | Хіронорі Танака                                                                                       | «Hawatari 2 Oku-senchi» (яп. 刃渡り2億センチ) від «Maximum the Hormone»    | 26 жовтня 2022          |
| Вбивство диявола на людній вулиці привертає увагу громадськості, а Денджі та Павер починають звинувачувати один одного, коли їх зупиняє Макіма. Вона каже обом працювати разом і більше не ризикувати. Намагаючись порозумітися з Павер, Денджі починає фліртувати з нею. Вона обіцяє, що дозволить торкнутися своїх грудей, якщо Денджі допоможе розшукати її кішку Нявку. Обоє вирушають до покинутого будинку, де Павер приголомшує Денджі, щоб згодувати його Дияволу Кажана, що утримує в себе Нявку. Диявол Кажана куштує кров Денджі та каже, що вона огидна, тому відмовляється відпустити кішку, натомість ковтає Павер і Нявку та вирушає до міста на пошуки смачної жертви. Денджі отямлюється, вирушає навздогін і перетворюється на Людину-бензопилку, вбиваючи Диявола Кажана. Денджі розрізає йому живіт, щоб звільнити Павер і кішку. | | |                                                                            |                         |
| 4 | «Порятунок / Rescue» Транслітерація: «Kyūshutsu» (яп. 救出)                                                  | Тацуя Йосіхара                                                                                        | «Jōzai» (яп. 錠剤) від «Tooboe»                                            | 2 листопада 2022        |
| Після перемоги над Дияволом Кажана, Павер приголомшена його наполегливістю й дозволяє помацати свої груди. Однак несподівано з'являється Диявол П'явки, щоб помститися за Кажана, відрізає руку Денджі та з'їдає її. Денджі намагається перетворитися на Людину-бензопилку, але через втрату крові не може виростити достатньо велику пилку. Незважаючи на це, Денджі вступає в бій із П'явкою, завдаючи їй певної шкоди. Однак Денджі програє і коли вже, здавалося б, буде вбитий, прибуває Акі та знищує П'явку, прикликавши Диявола Лисиці. Згодом Денджі отямлюється в лікарні, де Акі пояснює, що йому вдалося повернути руку Денджі та перелити кров. Він також зазначає, що кожне прикликання Диявола Лисиці зменшує його термін життя. Акі каже, що і Денджі, і Павер можна позбутися, але пропонує все ж дотримуватися правил, адже він врятував обох. Денджі погоджується, тож Акі отримує схвалення Макіми, залишаючи їх живими. Однак це означає, що Павер тепер мусить жити з Денджі під наглядом Акі. Це спричиняє рейвах, бо Павер не розуміє людського побуту. Вночі вона дотримується своєї обіцянки й дозволяє помацати свої груди. | | |                                                                            |                         |
| 5 | «Диявол Зброї / Gun Devil» Транслітерація: «Jū no Akuma» (яп. 銃の悪魔)                                      | Йосуке Такада (режисер) Томомі Камія (розкадрування)                                                  | «In the Back Room» (яп. インザバックルーム, In za Bakku Rūmu) від «Syudou» | 9 листопада 2022        |
| Денджі, хоча досягнув своєї мети, лишився розчарованим. Макіма наполягає, що він недостатньо добре знає свою партнерку. Вона починає сексуально дражнити Денджі й дозволяє йому торкнутися її власних грудей. Потім вона пропонує виконати йому будь-яке бажання, якщо він уб'є Диявола Зброї, відповідального за понад мільйон смертей, у тому числі родини Акі. Цей Диявол розділений на частини, проте не знищений і кожен його шматочок тягнеться до іншого. Використовуючи частинку Диявола Зброї, Служба громадської безпеки виявляє диявола, який ховається в готелі, і відправляє команду Акі, що складається з Денджі, Пауера, давнього друга Акі Хімено, боязкого Кобені Хігасіями та свавільного Хірокадзу Араї. нейтралізувати його. Щоб мотивувати новачків, мисливиця Хімено пропонує поцілувати в щоку тому, хто першим уб'є диявола, пропонуючи Денджі французький поцілунок, якщо йому це вдасться. Перш ніж вони увійдуть, Акі згадує як уперше зустрів Хімено на великому кладовищі для жертв Диявола Зброї, коли вона оголосила, що п'ять її попередніх партнерів померли, і попросила його залишитися живим. У готелі команда знаходить ходячу голову. Хімено демонструє, що має контракт з Дияволом Привида, що дозволяє прикликати невидиму руку в обмін на її око. Але Павер випереджає Хімено й легко убиває диявола. Проте невдовзі мисливці розуміють, що не можуть покинути готель. Куди б вони не йшли, все одно повертаються на те ж місце. | | |                                                                            |                         |
| 6 | «Убити Денджі / Kill Denji» Транслітерація: «Denji o Korose» (яп. デンジを殺せ)                              | Шун Енокідо                                                                                           | «Dainō-tekina Rendezvous» (яп. 大脳的なランデブー) від «Kanaria»           | 16 листопада 2022       |
| Мисливці на дияволів шукають способи втекти, але марно. Акі помічає, що всі годинники на поверсі зупинилися, тобто вони цілком відрізані від зовнішнього світу й назовні ніхто не знає, що вони в халепі. Мисливці збирають по номерах трохи їжі, поки Денджі користується нудним очікуванням, щоб виспатися. Потім Денджі помічає, що Хімено курить ту саму марку сигарет, що й Акі. Вона розповідає як навчила Акі палити, після того як він помстився розлюченій дівчині одного з її померлих партнерів. Акі потім виявляє, що диявол, якого вони вбили, став більшим, перетворившись на потворну масу плоті — Диявола Вічності. Істота пропонує їм свободу, якщо Денджі віддадуть йому на поживу. Знервована Кобені нападає на Денджі, але Хімено та Акі захищають його, заявляючи, що не допустять аби диявол командував ними. Минає час, і коли страх Кобені та Хірокадзу зростає, Диявол стає ще більшим і перевертає весь поверх. Кобені кидається на Денджі з ножем, але Акі прикриває його собою. Поки Павер намагається зупинити кровотечу пораненого Акі, Денджі вирішує, що сам стрибне в пащу дияволу аби розрізати його зсередини. | | |                                                                            |                         |
| 7 | «Смак поцілунку / The Taste of a Kiss» Транслітерація: «Kisu no Oaji» (яп. キスの味)                         | Масато Наказоно (режисер, розкадрування) Рю Накаяма (розкадрування) Кейічіро Ватанабе (розкадрування) | «Chu, Tayōsei.» (яп. ちゅ、多様性。) від «Ano»                             | 23 листопада 2022       |
| Денджі шматує нутрощі Диявола Вічності, але диявол і його розриває на шматки. Однак Денджі постійно відновлюється, бо оточений кров'ю диявола. Побачивши затятість Денджі, Хімено пригадує, як вона відвідала могили своїх попередніх партнерів зі своїм наставником, Кішібе, який сказав їй, що більшість розсудливих мисливців зрештою вмирає, і вигукнув, що Акі трохи божевільна, бо хотіла вбити Диявола Зброї. У ресторані вона безуспішно намагалася втримати Акі від помсти вбивці його родини. Повернувшись у сьогодення, Хімено з полегшенням розуміє, що Денджі може вбити Диявола Зброї, не ризикуючи життям Акі. Після трьох днів поспіль невгамовний Денджі нарешті знищує Диявола Вічності, який вже сам просить його прикінчити. З готелю спадає закляття і мисливці вирушають у ресторан, щоб ближче познайомитися. Незважаючи на те, що група веселиться, Кобені налякана словами відвідувача Фуші, який запевняє, що мисливці гинуть надзвичайно часто. Хімено напивається та цілує Денджі, при цьому наблювавши йому до рота. Денджі непритомніє, а потім бідкається, що перший поцілунок в його житті відбувся таким чином. Хімено несе його до своєї квартири, де вона, все ще виснажена, пропонує йому зайнятися сексом, хоча Денджі неповнолітній. | | |                                                                            |                         |
| 8 | «Стрілянина / Gunfire» Транслітерація: «Jūsei» (яп. 銃声)                                                    | Шота Гошозоно (режисер, сценарій) Такеші Сато (режисер)                                               | «First Death» від «TK from Ling tosite sigure»                             | 30 листопада 2022       |
| Денджі відмовляється від сексуальних домагань Хімено, згадуючи минулу ніч, коли Макіма непрямо поцілувала його через льодяник. Наступного ранку Хімено забула про нічні події, бо була п'яна, і хоче подружитися з Денджі. Денджі погоджується допомогти Хімено в стосунках із Акі, якщо вона допоможе йому з Макімою. Тим часом Диявол Зброї скоординував атаку, щоб знищити токійських мисливців на дияволів із громадської безпеки, оскільки вони звужують коло його місцезнаходження. Кілька вбивць по всьому Токіо одночасно використовують незаконно отриману зброю, щоб застрелити мисливців у найнесподіваніший момент. Макіму застрелюють на шляху до Кіото, куди вона прямувала потягом. У ресторані онук ватажка вбитого раніше якудзи стріляє в голову Денджі, а Хімено стріляє в груди. Акі намагається викликати Диявола Лисиці, але вбивця виявляється Нечистю Катани, що вирощує з тіла леза. Акі перемагає його самотужки, проте програє після того, як його напарниця Акане Саватарі допомагає Нечисті Катани повернутися в стрій. Помираючи, Хімено жертвує все своє тіло, щоб прикликати Диявола Привида цілком, і той долає Нечисть Катани. Тоді Акане використовує Диявола Змії, що проковтує Диявола Привида. | | |                                                                            |                         |
| 9 | «З Кіото / From Kyoto» Транслітерація: «Kyōto Yori» (яп. 京都より)                                           | Такахіро Канеко (режисер) Hironori Tanaka (розкадрування)                                             | «Deep Down» від «Aimer»                                                    | 7 грудня 2022           |
| Вціліла рука Диявола Привида тягне за стартер Денджі, оживляючи його. Він вступає в поєдинок з Нечистю Катани, але той розрубує Денджі навпіл. Тим часом з'ясовується, що Макіма вижила, вбила нападників і прибуває до Кіото. Після зустрічі з колегами Ютаро Куросе та Мічіко Тендо, вона просить їх зібрати засуджених до смертної кари у високогірному храмі. Вона забороняє дивитися що станеться, і проводить ритуал, внаслідок якого засуджені гинуть, а нападників одного за іншим розчавлює таємнича сила. Лишаються лише Акане та Нечисть Катани. Акане розуміє, що Макіма вижила. Кобені вдається відбитися від Акане та Нечисті Катани (який зараз у людській формі) за допомогою ножа та пістолета. Після того, як ті тікають у фургоні, Кобені вибачається перед Денджі за те, що намагалася його вбити, і плаче через смерть Хірокадзу й свою роботу. У Токіо Спеціальні підрозділи з 1 по 4 об'єднують через втрати. Макіма відмовляється відповідати, коли її запитують, чи передбачала вона нещодавні напади, і йде з Куросе та Тендо. | | |                                                                            |                         |
| 10 | «Побиті / Bruised & Battered» Транслітерація: «Motto Boroboro» (яп. もっとボロボロ)                          | Тацуя Йосіхара                                                                                        | «Dogland» від «People 1»                                                   | 14 грудня 2022          |
| Денджі та Павер, які вижили завдяки своїм здібностям, відвідують Акі в лікарні та розповідають йому, що з команди вижили ще Кобені та Мадока. Акі оплакує смерть Хімено, перш ніж Куросе та Тендо прибувають, щоб попросити його звіт і запитують чи хоче він продовжити службу. Він каже, що зараз хоче помститися за свою сім'ю та Хімено, тому Куросе та Тендо пропонують, аби він уклав новий контракт із могутнішим дияволом, адже для прикликання Диявола Лисиці лишилося замало життя. Потім Акі відвідує сестру Хімено, яка передає йому листи, надіслані Хімено додому, про те, як вона намагається врятувати Акі від цієї роботи. Макіма веде Денджі та Павер на кладовище, щоб зустрітися з мисливцем на диявола з Дивізіону 1, тренером Хімено та Акі, яким виявилося Кішібе. Цей самопроголошений найсильніший мисливець на дияволів починає навчати їх, раз за разом убиваючи, поки обоє не вчаться на своїх помилках битися краще. Після цілого дня та десятків смертей Кішібе відправляє їх додому. Наступного дня Денджі та Павер ретельно планують зловити Кішібе в пастку, але він легко перемагає їх, хоча й хвалить за гарну спробу. Тендо та Куросе відводять Акі до в'язниці, де утримуються всі захоплені дияволи. Акі радять укласти контракт із Дияволом Майбутнього. | | |                                                                            |                         |
| 11 | «Місія почалася / Mission Start» Транслітерація: «Sakusen Kaishi» (яп. 作戦開始)                             | Масато Наказоно (режисер, розкадрування) Такеші Сато (режисер)                                        | «Violence» (яп. バイオレンス, Baiorensu) від «Queen Bee»                   | 21 грудня 2022          |
| Диявол Майбутнього дарує Акі свою силу зазирати в майбутнє, не вимагаючи нічого натомість. Він пояснює це тим, що Акі помре жахливою смертю. Навчання Кішібе виявляється плідним, він розповідає Денджі та Павер, що весь Спеціальний відділ 4 та інші підрозділи громадської безпеки планують масовий рейд на гілку якудза, пов'язану з Дияволом Зброї. Макіма одна зустрічається з токійським головою якудзи та пропонує видати імена кожного посіпаки Диявола Зброї. Коли бандити відмовляються, Макіма показує, що в усіх їхніх рідних вирвані очі, які обіцяє повернути за співпрацю. Поки решта членів Спеціального відділу розшукують лігва якудза, Кішібе не пускає туди поліцію чи звичайних мисливців на дияволів, пояснюючи, що Спеціальний відділ тепер майже цілком складається з дружніх дияволів. У підвалі, наповненому зомбі, які залишилися після угоди з Дияволом Зомбі, мисливці борються з ними. Це Павер, Акула, Насильство, Павук і Янгол. Акі та Денджі в той час піднімаються ліфтом, щоб розібратися з Акане та Нечистю Катани. Акі спершу стикається з Акане, яка використовує свого Диявола Змії, щоб відригнути Диявола Привида й обернути його проти Акі. Здатність до передбачення, дана Дияволом Майбутнього, дозволяє Акі відбиватися від Диявола Привида, перш ніж його приголомшують і схоплюють незліченна кількість примарних рук.                                                                                                   | | |                                                                            |                         |
| 12 | «Катана проти бензопилки / Katana vs. Chainsaw» Транслітерація: «Nihontō VS Chensō» (яп. 日本刀VSチェンソー) | Рю Накаяма                                                                                            | «Fight Song» (яп. ファイトソング, Faito Songu) від «Eve»                   | 28 грудня 2022          |
| Акі пригадує Хімено та позбувається страху, що робить його невидимим для Диявола Привида. Він легко стинає дияволу голову. Акане намагається вбити Акі за допомогою Диявола Змії, але ззаду з'являється Кобені та погрожує зарізати Акане. Акі запитує Кобені, чому вона вирішила залишитися в громадській безпеці, і вона відповідає, що незабаром будуть бонуси. Денджі знаходить Нечисть Катани та бореться з ним на даху потяга. Суперник відрубує йому руки, та Денджі раптом вирощує бензопилку з ноги та долає його. Нечисть Катани здають поліції, але перед цим Акі та Денджі б'ють його, щоб побачити, хто змусить його кричати голосніше. Акане дозволяє Дияволу Змії вбити її, перш ніж вона зможе розповісти більше про Диявола Зброї, а Макіма отримує ще частину тіла Диявола Зброї, що дозволяє точніше дізнатися його розташування. Денджі сниться як він бачить двері в провулку, але голос Почіти каже йому не відчиняти їх. | | |                                                                            |                         |

### Фільм
17 грудня 2023 року на заході Jump Festa '24 відбувся анонс аніме-фільму Chainsaw Man – The Movie: Reze Arc. Прем'єра фільму запланована на 2025 рік в Японії. Команда, які працювала над першим сезоном аніме, також працювала і над фільмом, а режисером виступить Тацуя Йошіхара.